# Короєшть (Богденіца, Васлуй)
Короєшть, Короєшті (рум. Coroiești) — село у повіті Васлуй в Румунії. Входить до складу комуни Богденіца.
Село розташоване на відстані 254 км на північний схід від Бухареста, 22 км на південь від Васлуя, 80 км на південь від Ясс, 116 км на північ від Галаца.

## Населення
За даними перепису населення 2002 року у селі проживала 281 особа, усі — румуни. Усі жителі села рідною мовою назвали румунську.